# Sistema de ventilación de gases del cárter (PCV)
El sistema de ventilación de gases del cárter (PCV) es una solución ideada para la evacuación y posterior recirculación de los gases que se acumulan en el cárter de un motor de combustión en funcionamiento. Su instalación obedece a tres motivos principales: preservar la integridad del aceite del motor, evitar sobrepresiones en el cárter y controlar los gases contaminantes.

## Descripción
Durante el ciclo de funcionamiento de un motor de combustión interna se producen diversos gases. Entre estos, los que se acumulan en el cárter son especialmente nocivos debido a la presión interna que generan —la cual podría ocasionar fugas de aceite en juntas y retenes— y su capacidad de contaminar el aceite, haciendo que pierda su propiedades. Los vapores del lubricante se mezclan con los gases de la combustión y los vapores del combustible, que pasan al cárter como consecuencia del imperfecto sellado de los segmentos (fenómeno conocido como blowby en inglés). Para lograr su evacuación y recirculación —impidiendo la emisión de contaminantes a la atmósfera— se ideó el sistema de ventilación de gases del cárter. Se trata de un conducto por el que escapan dichos gases, que son reconducidos hasta los colectores de admisión con el propósito de quemarlos en la cámara de combustión. Este conducto tiene una válvula —válvula PCV— que se encarga de que el flujo vaya en un solo sentido. También dispone de un decantador de aceite para evitar que este contamine el filtro de aire durante la recirculación de los gases del cárter.
En los motores más antiguos, el sistema era abierto, carecía del mecanismo de reciclaje de gases y estos eran directamente expulsados a la atmósfera sin ser debidamente depurados, causando los graves problemas de contaminación que cabe imaginar.

## Válvula PCV
La válvula PCV es un elemento que regula el equilibrio de sistema de respiración de los gases del cárter. Estos deben ser evacuados al mismo tiempo que entran. Básicamente, la válvula está compuesta por un muelle, un émbolo y los orificios por los que pasan los gases.

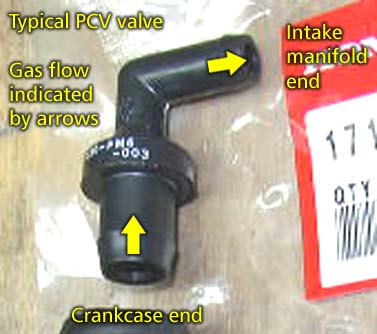
Clásica válvula PCV

El régimen del motor determina el grado de apertura de la válvula. Al ralentí, el vacío en el colector de admisión contrae el muelle haciendo que el émbolo cierre el orificio de salida de los gases —escasos a ese régimen— del cárter. En cambio, al revolucionar el motor, el vacío en el colector es menor, el muelle se extiende y el émbolo retrocede, dejando de ese modo paso libre a los gases en dirección al colector de admisión, donde se mezclan con aire fresco.
Con frecuencia, la válvula PCV va acoplada a la tapa de balancines, también llamada tapa de válvulas, y los gases circulan hasta el colector por medio de mangueras externas. Pero estas también pueden hallarse dentro del bloque del motor, lo cual reduce el riesgo de que se escapen gases nocivos. Cuando los motores se conciben para su uso en climas muy fríos, es normal que la válvula PCV o las mangueras que se le adaptan lleven algún tipo de calentador para evitar que el agua que a veces se mezcla con los gases se congele y dañe el motor.